# Clematis orientalis
Clematis orientalis es una especie de liana perteneciente a la familia de las ranunculáceas.

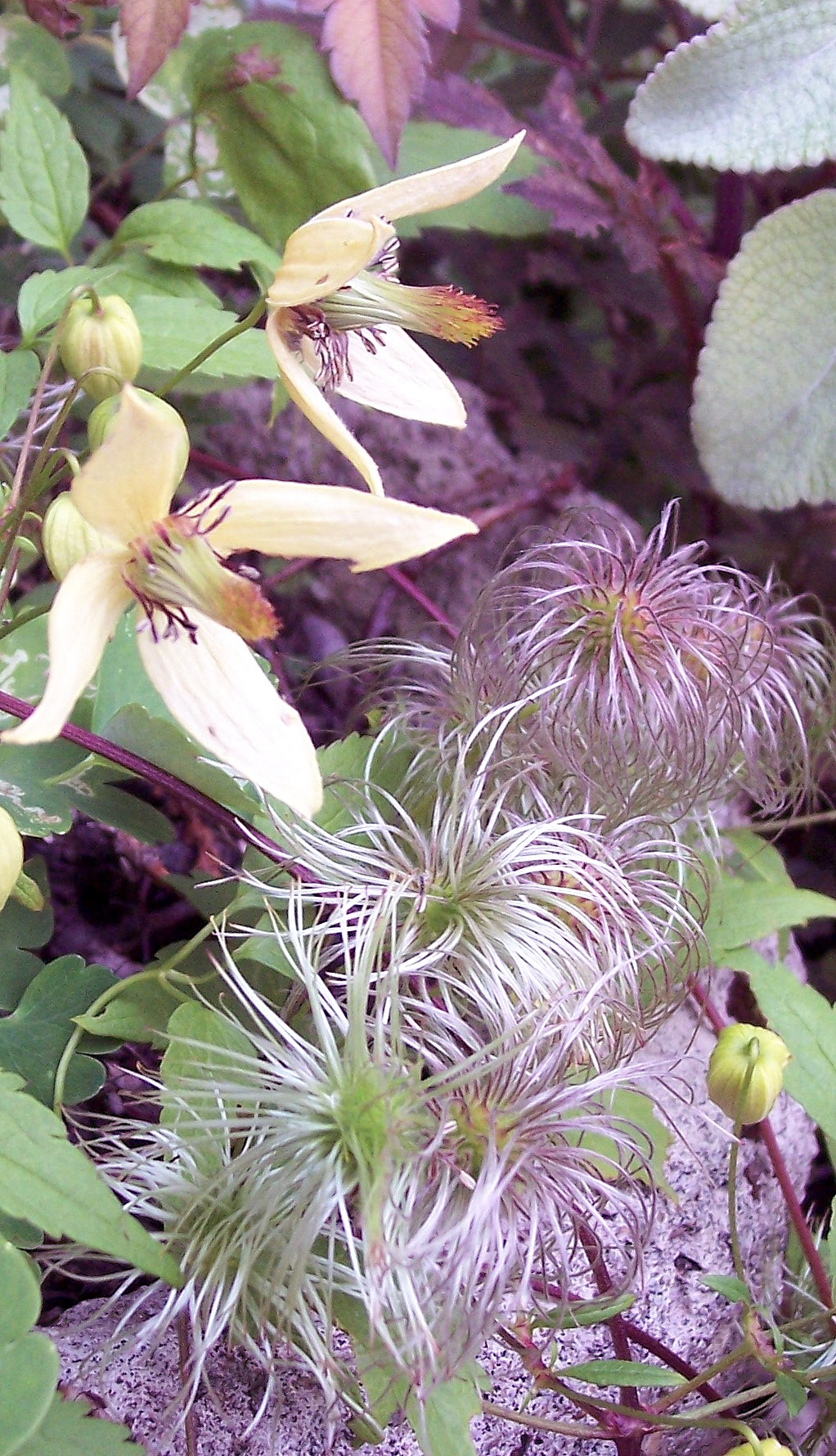
Detalle de las flores

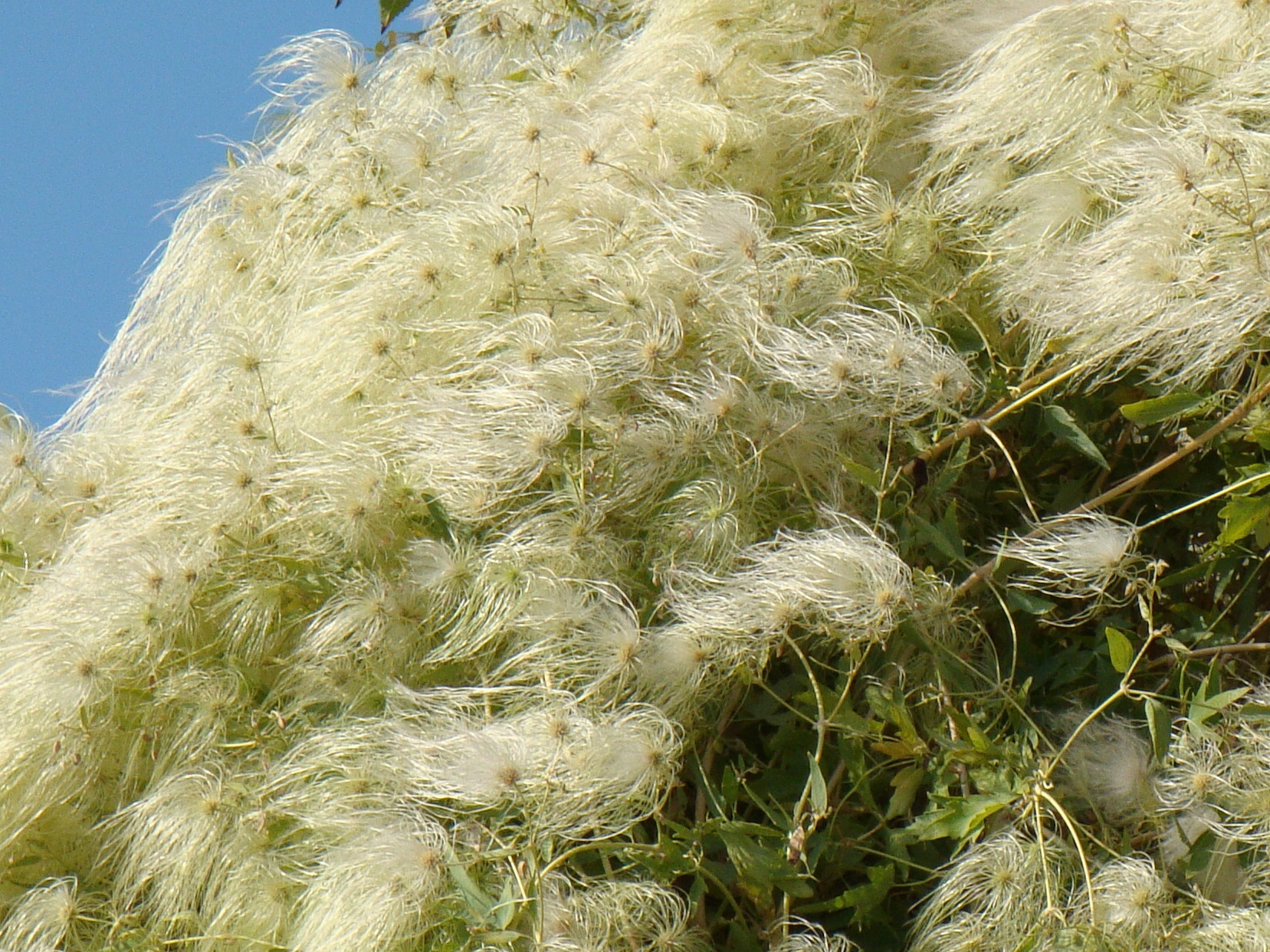
Detalle

## Descripción
Es una planta robusta trepadora con tallos leñosos, al menos inferiormente, sarmentosos, macizos. Hojas opuestas, 1(2)-pinnatisectas; segmentos peciolados, oblongos, lobulados (con lóbulos acuminados) o dentados, glaucos. Flores en cimas bíparas terminales o axilares, largamente pedunculadas (pedúnculos 8-11 cm). Perianto formado por 4 piezas de 20-25 mm, obtusas, provistas de un mucrón subapical, amarillas, subtomentosas en el borde y pubérulas en la cara interna. Anteras 3-4 mm; filamentos 7-8 mm, ciliados. Receptáculo pubescente. Aquenios pubescentes, prolongados en un estilo acrescente, plumoso, de hasta 5 cm.

## Distribución
Se encuentra en muros, setos vivos, sobre laderas pedregosas. En el sur de Rusia, islas del Egeo y Asia Occidental. En la península ibérica, solo en Albarracín y sus alrededores, donde está naturalizada. 

## Taxonomía
Clematis orientalis fue descrita por Carlos Linneo y publicado en Species Plantarum 1: 543–544. 1753.
Etimología
Clematis: nombre genérico que proviene del griego klɛmətis. (klématis) "planta que trepa".
orientalis: epíteto latino que significa "de oriente".
Citología
El número de cromosomas es:  2n = 16*, 32*.
Sinonimia
- Clematis albida Klotzsch
- Clematis aurea A.Nelson & J.F.Macbr.
- Clematis baltistanica Qureshi & Chaudhri
- Clematis dahurica DC.
- Clematis flava (Moench) DC.
- Clematis glauca Claus
- Clematis globosa Royle
- Clematis graveolens Hook.
- Clematis hysudrica Munro ex Hook.f. & Thomson
- Clematis longicaudata Ledeb.
- Clematis orveniae Harvey & Sonder
- Clematis tenuifolia Royle
- Clematitis flava Moench
- Viticella orientalis (L.) W.A. Weber[6]

var. orientalis
- Meclatis orientalis (L.) Spach[7]

subsp. wightiana (Wall.) H.Perrier
- Clematis wightiana Wall.[8]